# Shtandart (Schiff, 1999)
Die Shtandart (russisch Штандартъ, deutsche Transkription: Schtandart, „die Standarte“) ist eine Replik einer Fregatte des 18. Jahrhunderts. Das Original war die erste auf der Olonez-Werft unter Peter dem Großen gebaute Fregatte und das erste als Fregatte für die Baltische Flotte in Dienst gestellte Schiff.

## DieShtandart
Bereits Ende der 1980er Jahre wurden Unterlagen und Pläne für einen Nachbau des historischen Schiffes Shtandart gesucht. Da Details für einen originalgetreuen Nachbau fehlen, wurde das Schiff in zwei Konzeptzonen unterteilt. Im Unterwasserbereich sind moderne Elemente zu finden, und oberhalb der Wasserlinie wurde historisches Wissen verbaut.
Die Kiellegung erfolgte im November 1994, und bis zum Stapellauf 1999 wurde nach allgemeinen Kenntnissen des historischen Schiffbaus ein Schiff der ersten Hälfte des 18. Jahrhunderts in der Größe der historischen Shtandart gebaut. Noch auf dem Stapel wurde das Schiff durch Prince Andrew getauft. Der Stapellauf erfolgte aber mit einem Schwimmkran. Im Juni 2000 konnte das voll ausgerüstete Schiff erstmals Segel setzen.
Seitdem wird es über das „Projekt Shtandart“ bereedert. Es nimmt an Regatten wie den Tall Ships’ Races, Hafenfesten und anderen Veranstaltungen teil. Bei Törns sollen junge Menschen an Bord Selbstdisziplin und Teamgeist erfahren. Ein weiteres Ziel des Projektes ist die Gestaltung einer Werft aus der Zeit Peter I. als Museum.

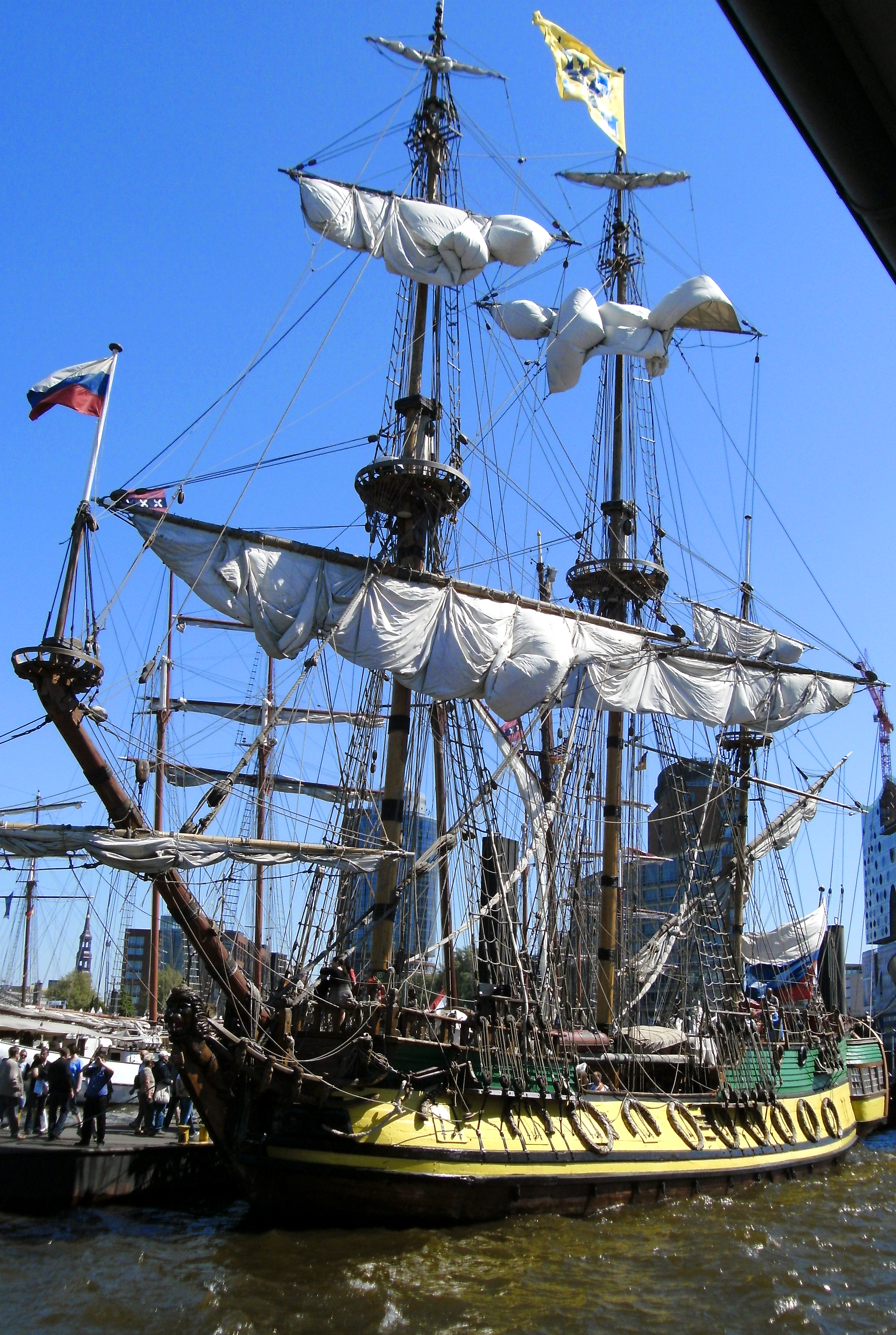
Die Shtandart beim Hamburger Hafengeburtstag 2011
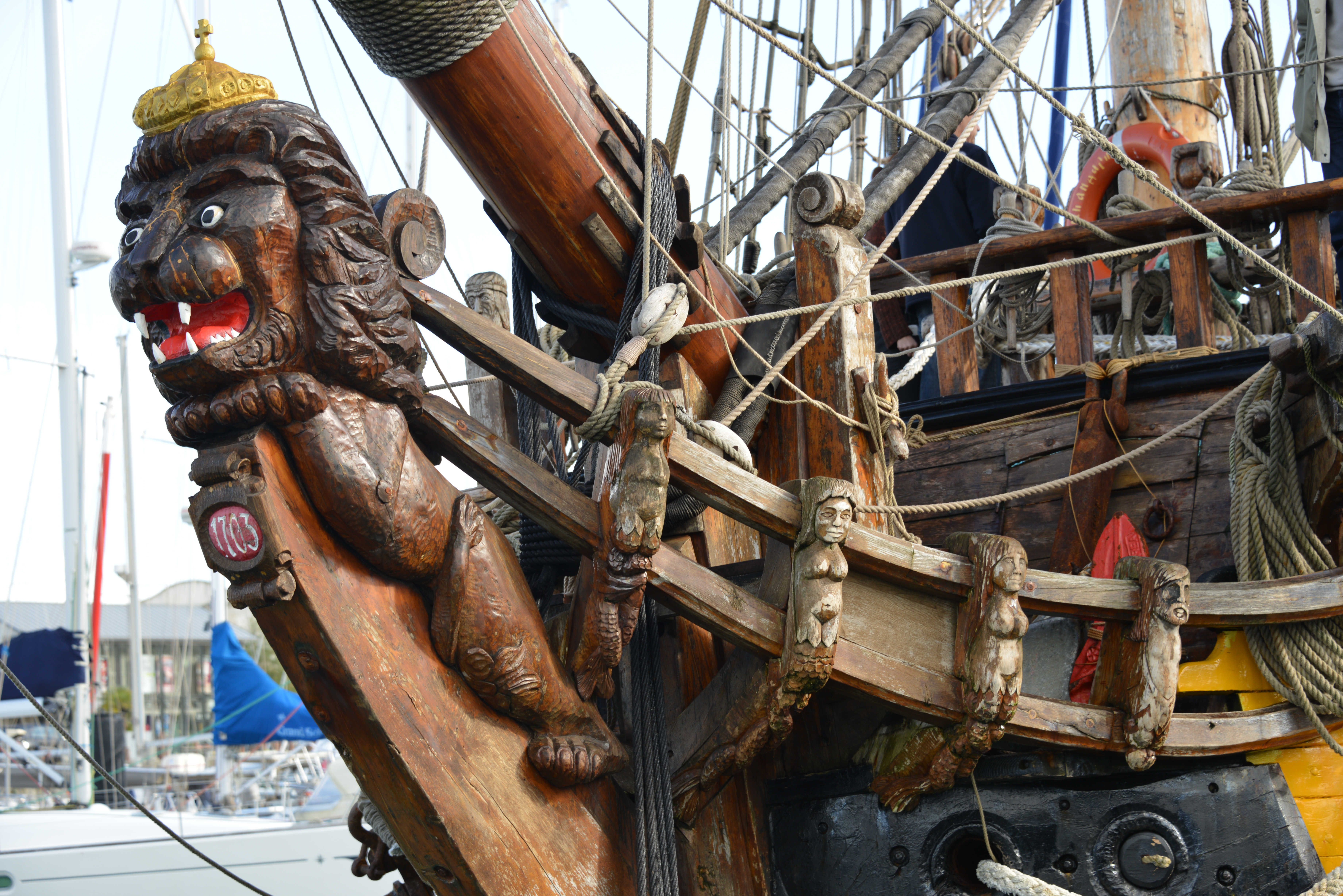
Bug der Fregatte
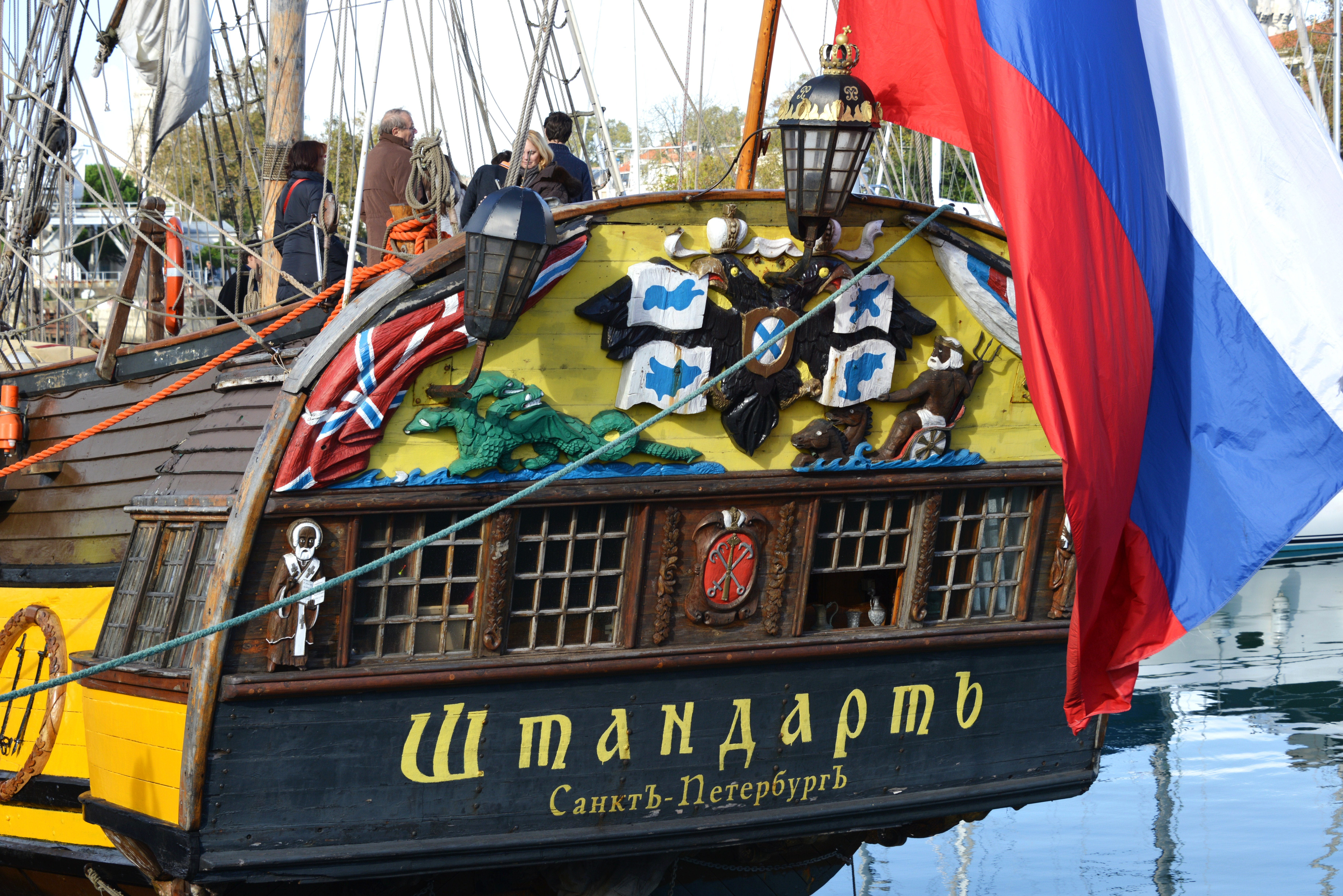
Heck der Fregatte
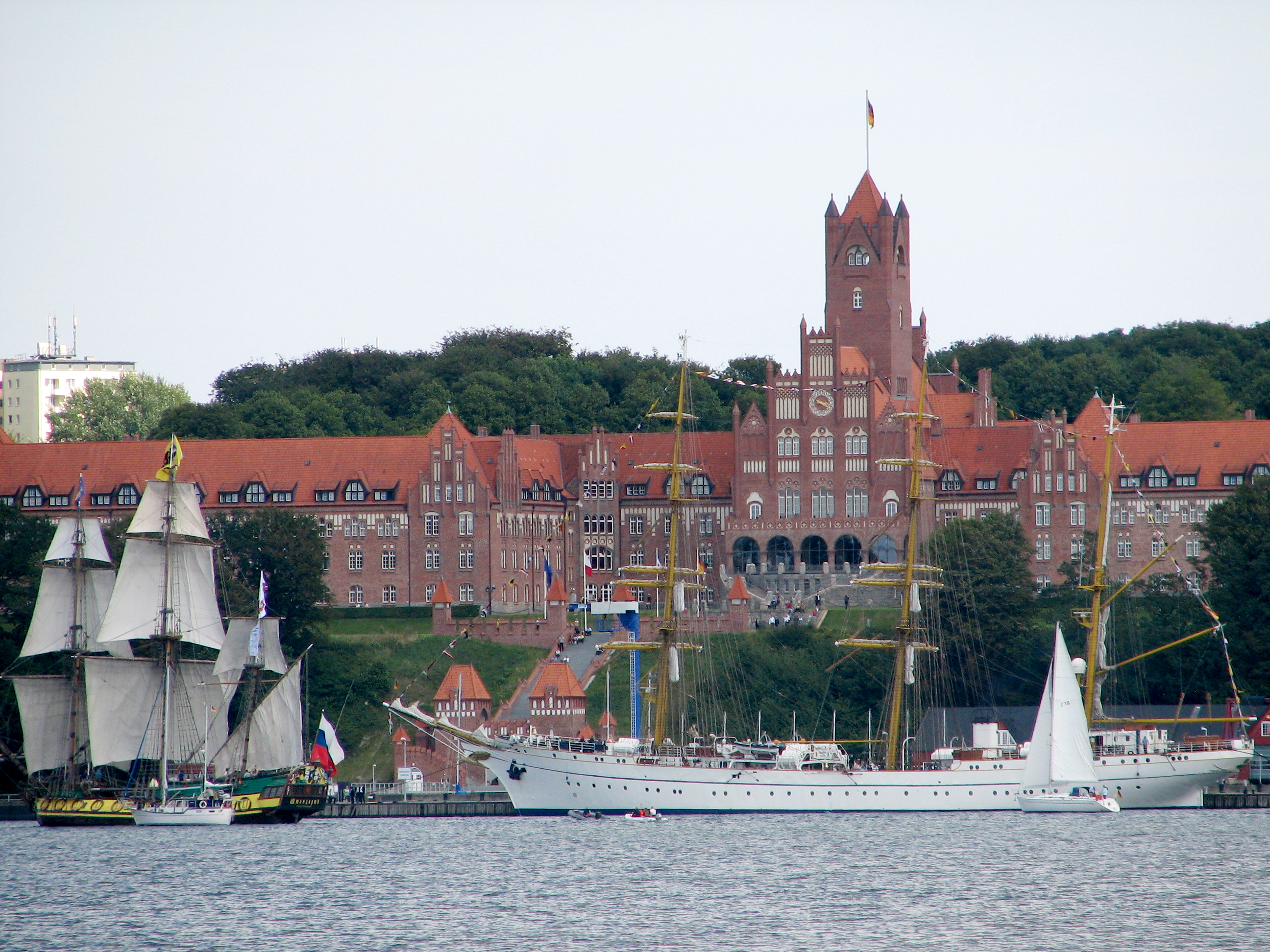
Die Shtandart zusammen mit der Gorch Fock vor der Marineschule Mürwik zu einem Flensburger Hafenfest (2010).
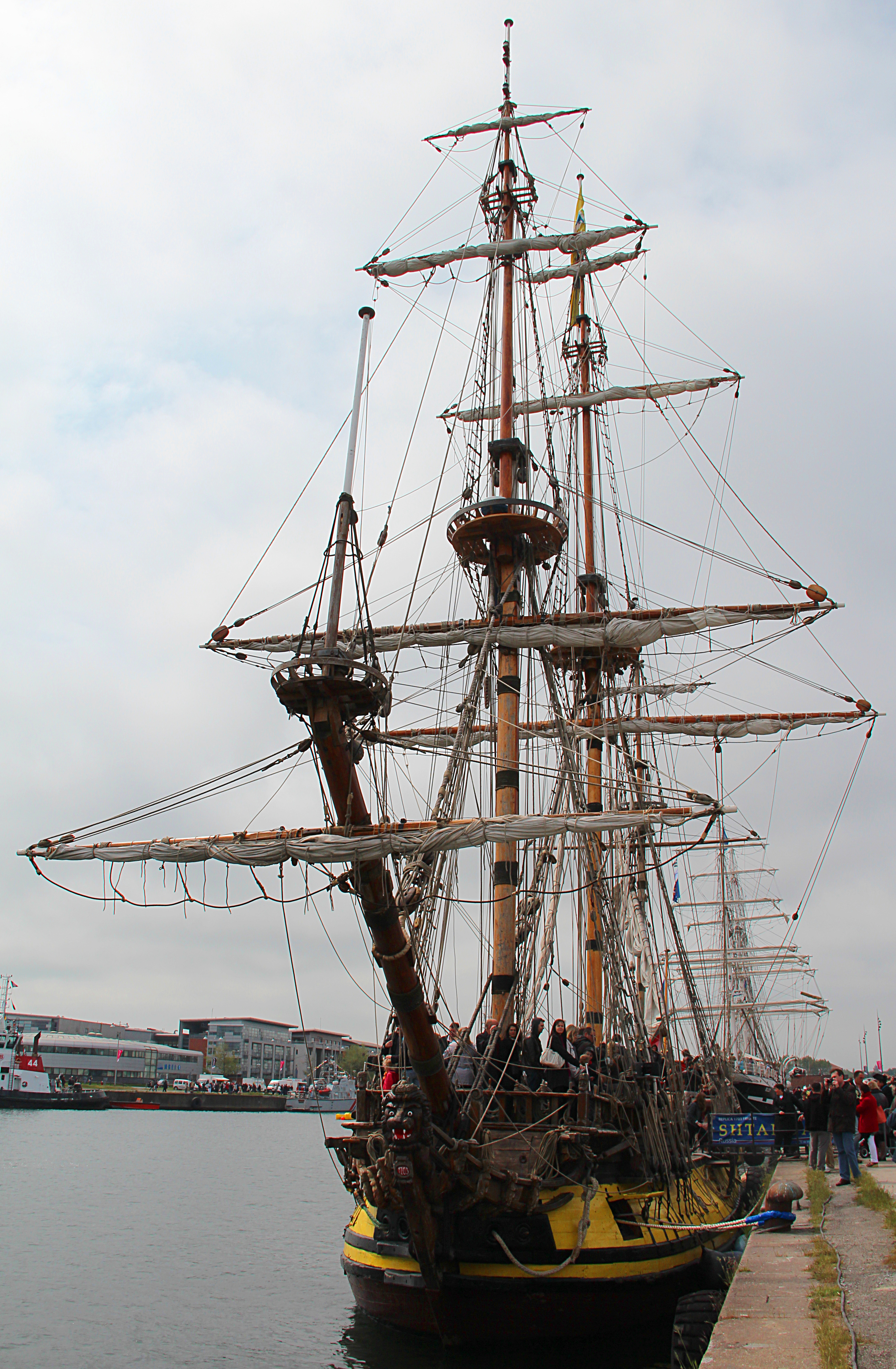
Bug der Fregatte
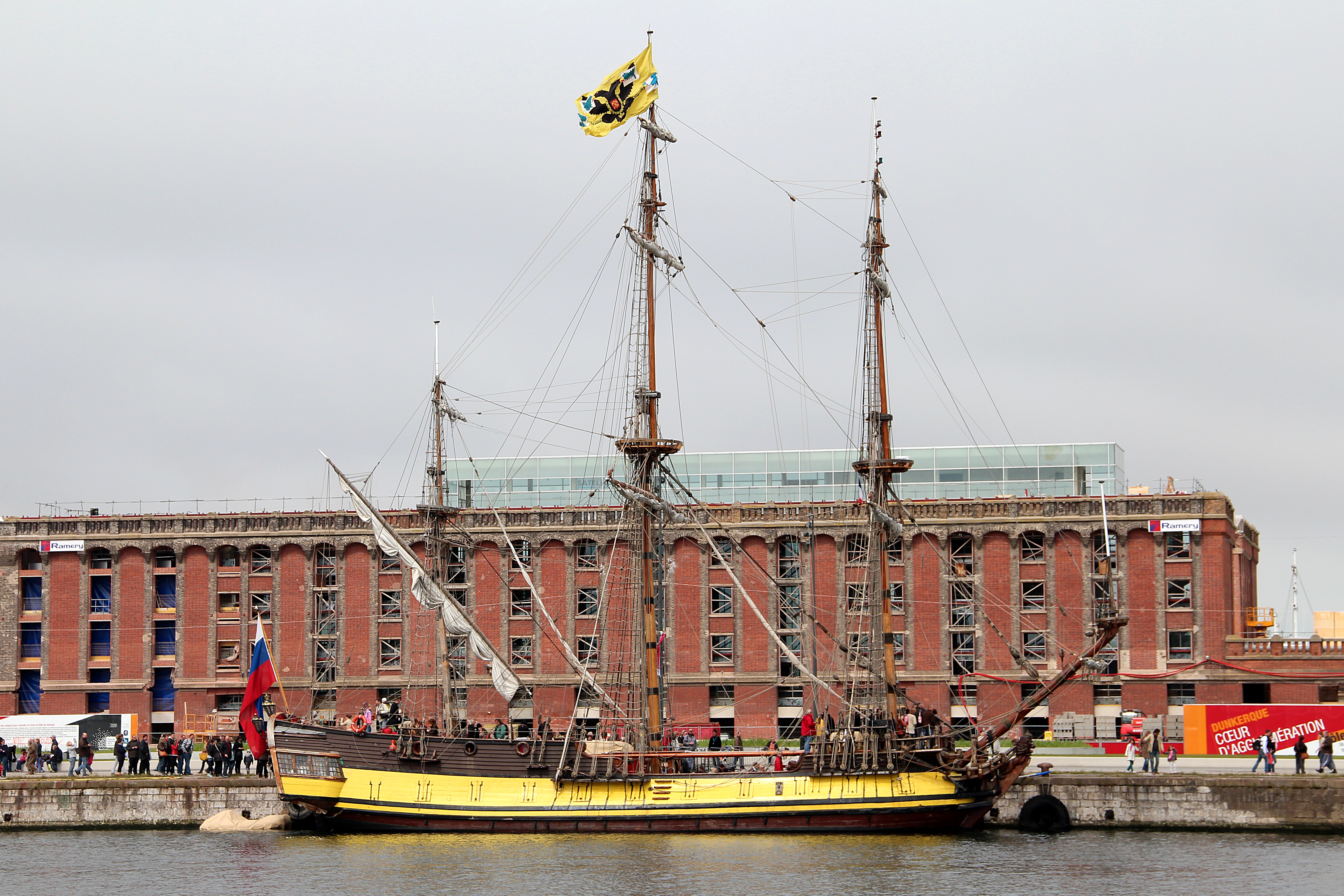
Dünkirchen (2013).
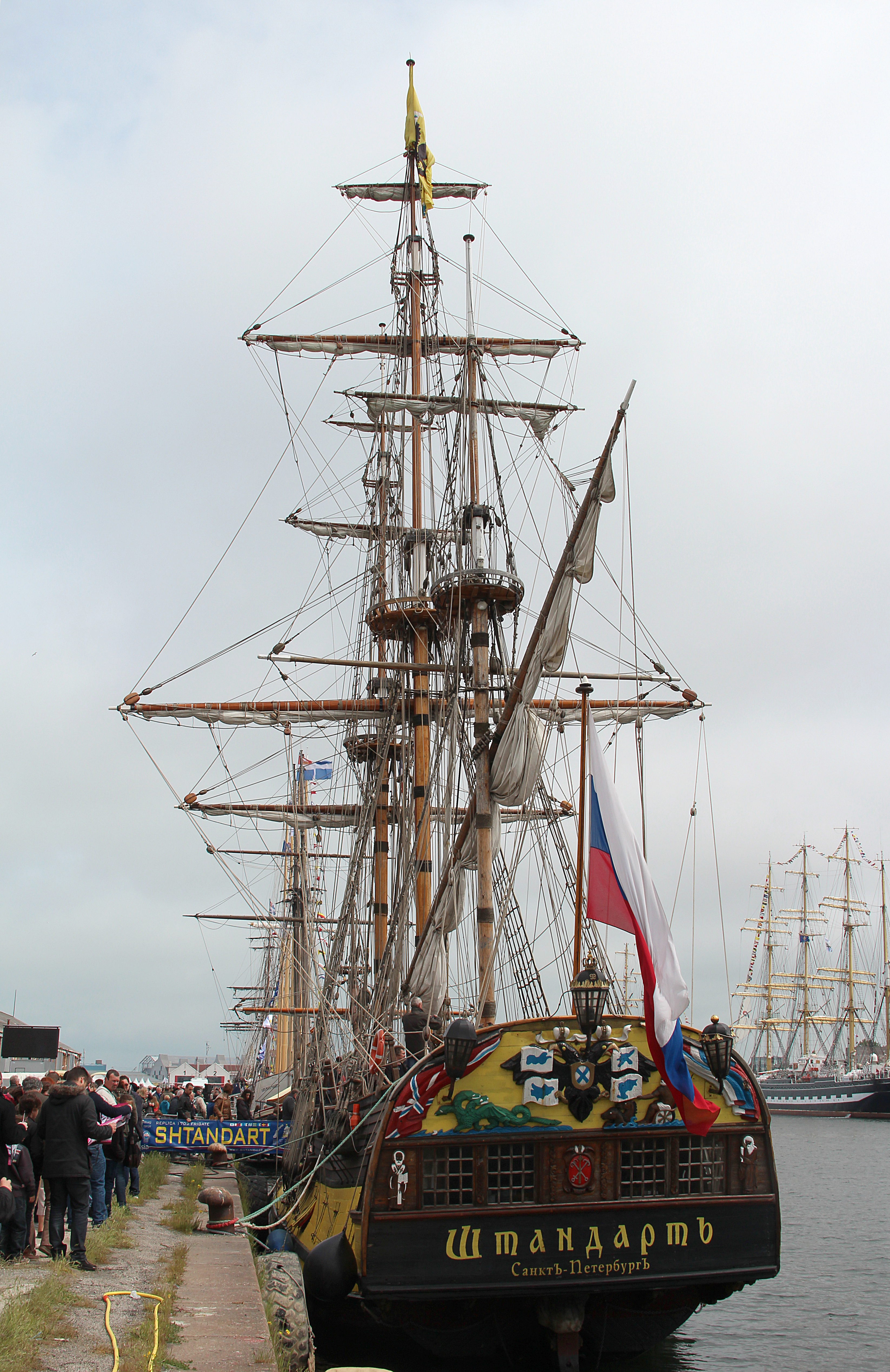
Heck der Fregatte
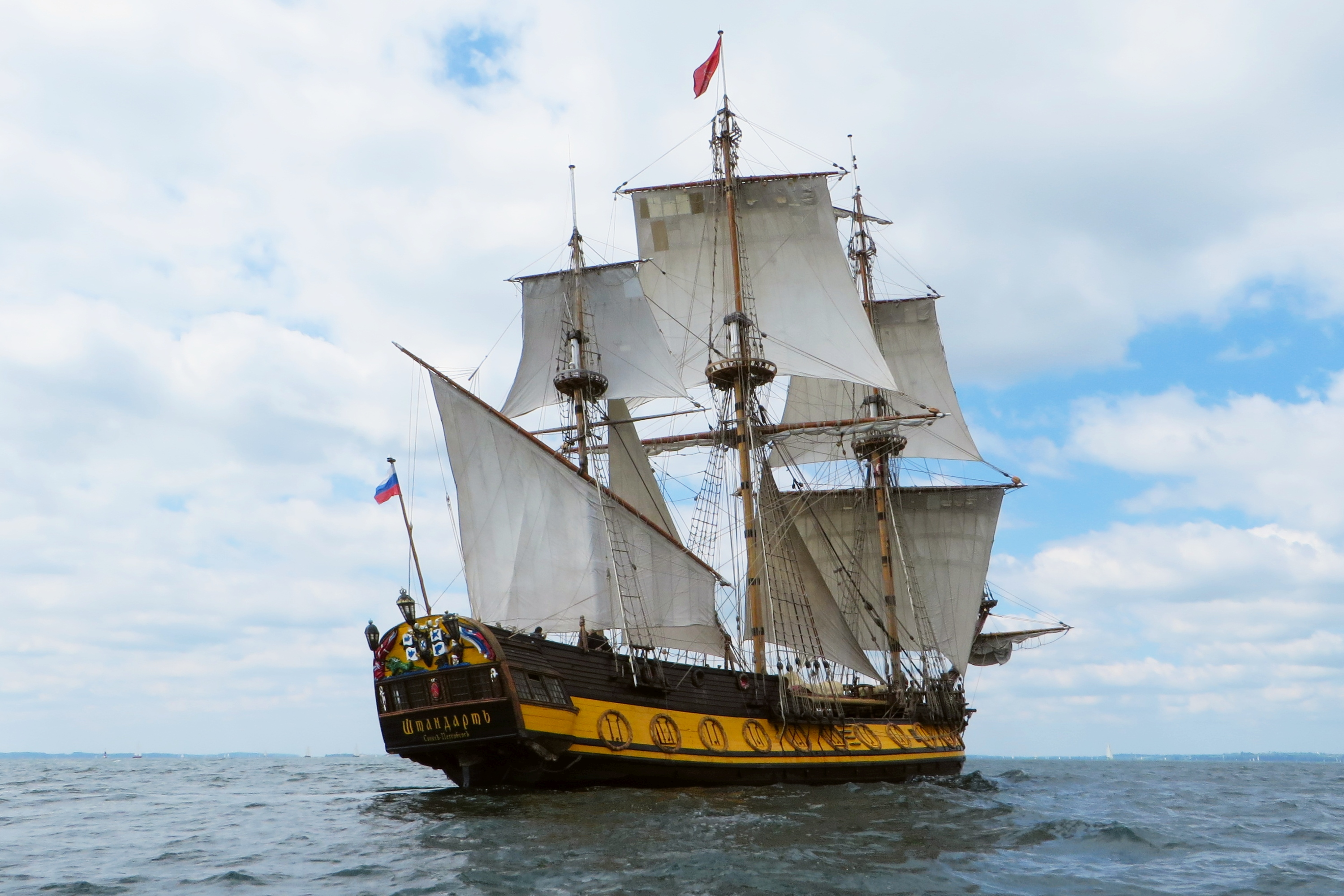
Shtandart in der Flensburger Förde
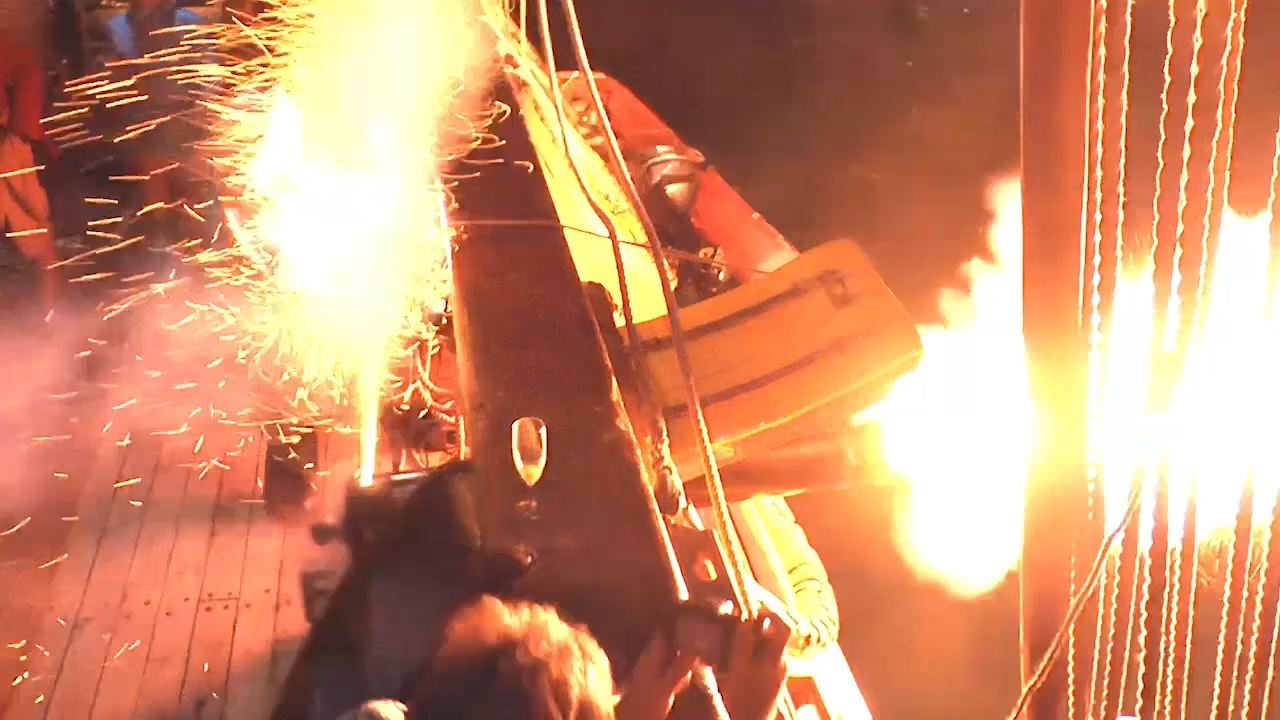
Salutschuss zu Silvester In La Gomera

## Historischer Hintergrund zum Original
Während des Großen Nordischen Krieges gelang es Zar Peter, das Gebiet des zukünftigen Sankt Petersburg an der Newa zu erobern. Mit der Eroberung der Festung Nöteborg 1702 wurde der Ladogasee dem schwedischen Zugriff entzogen, und der Zar hoffte, damit auch den Zugang zu Finnland erobert zu haben. Ziel dieser Bestrebungen war die Eroberung eines Zugangs zur Ostsee, um dort eine Hafenstadt für den Handel und die Kriegsflotte bauen zu können.
Über die Geschichte dieses Kriegsschiffes sind nur wenige Informationen überliefert. Ab 1702 wurde auf der Olonezer Werft auf dem Lodejner Feld am Fluss Swir in der Nähe des Ladogasees die Fregatte gebaut. und erhielt dort ihren Namen in Bezug zur neu eingeführten russischen Marineflagge, einer Standarte. Zar Peter überführte das Schiff persönlich 1703 in die Ostsee. Als sieben schwedische Linienschiffe, fünf Fregatten und andere kleine Schiffe im Juni 1705 die Newamündung angriffen, lagen hinter einer Baumsperre acht russischen Fregatten, darunter vermutlich auch die Shtandart. 1712 und 1713 nahm sie an Truppenanlandungen im schwedischen Finland bei Wyborg teil. Nach dieser Aktion wird kein Einsatz mehr erwähnt. Das Schiff wurde 1718 als unbrauchbar außer Dienst gestellt. 1723 wurde das Schiff in St. Petersburg abgewrackt.
Nach einer anderen Version habe Zar Peter angeordnet, die Shtandart solle als Erinnerung an die Anfänge der russischen Flotte erhalten bleiben. Zarin Katharina I. befahl 1727, den Zustand der petrinischen Schiffe zu untersuchen. Aber beim Versuch, die Shtandart aus dem Wasser zu holen, brach das Schiff auseinander.